# Lasciati andare
Lasciati andare è un film del 2017 diretto da Francesco Amato.
La pellicola è una commedia ambientata a Roma, avente come protagonisti Toni Servillo, Verónica Echegui, Carla Signoris e Luca Marinelli.

## Trama
Elia Venezia è un burbero psicanalista ebreo che tiene tutti a distanza, compresa la ex moglie Giovanna che vive sul suo stesso pianerottolo, in un palazzo di fronte al Tempio Maggiore, nel Ghetto di Roma. L'ebraicità fa da contorno, non gioca un ruolo di primo piano, segnando così un'evoluzione rispetto alle solite trame stereotipate.
Per problemi di salute, Elia si trova costretto a mettersi a dieta e a praticare dello sport: è così che incontra una giovane personal trainer, buffa ed eccentrica di nome Claudia.
Claudia rimette in forma Elia che ritrova smalto anche sul suo lavoro, ma soffre nel vedere l'ex moglie con un altro. Anche solo per ingelosirla ostenta la frequentazione con la ragazza, che per altro ha una bambina e frequenta sempre uomini problematici. Quello attuale è Ettore, ladruncolo in prigione che non ricorda esattamente dove ha nascosto l'ultima refurtiva.
Ettore si reca a casa di Elia per farsi sottoporre a ipnosi e scoprire il luogo del nascondiglio ma Claudia, avendo ascoltato la seduta, cerca di avvantaggiarsene solo lei. Ettore infuriato sequestra Elia e si getta all'inseguimento della ragazza. Alla fine Claudia la fa franca e Elia, tornato brillante analista, convince un frastornato Ettore a tornare in prigione.
Claudia ha dunque il denaro per raggiungere il padre naturale della figlia con il quale potrà provare a formare una vera famiglia, ma prima di partire si chiarisce con Elia. Quest'ultimo ha perso l'abulia che lo opprimeva e abbandona una sterile gelosia riscoprendo la passione sopita verso l'ex moglie che, piacevolmente sorpresa, lo asseconda.

## Produzione
Nel cast ci sono anche Giacomo Poretti, Paolo Graziosi, Pietro Sermonti, Carlo De Ruggieri, Valentina Carnelutti, Giulio Beranek, Vincenzo Nemolato, Antonio Petrocelli e Glen Blackhall.

## Distribuzione
Il film è uscito nelle sale il 13 aprile 2017.

## Riconoscimenti
- 2017 - Nastro d'argento
  - Migliore attrice non protagonista a Carla Signoris
  - Candidatura per la Migliore commedia a Francesco Amato
  - Candidatura per il Migliore attore protagonista a Toni Servillo
- 2017 - Globo d'oro[3]
  - Miglior commedia a Francesco Amato
  - Candidatura per la Miglior musica a Andrea Farri
- 2017 - Ciak d'oro
  - Migliore attore non protagonista a Luca Marinelli[4]
  - Candidatura per la Migliore attrice non protagonista a Carla Signoris
  - Candidatura per la Migliore sceneggiatura a Francesco Bruni, Davide Lantieri, Francesco Amato